# Yrjö Linko
Yrjö Antti Linko (Finnország, Hanko, 1885. február 1. – Finnország, Turku, 1934. március 22.) olimpiai bronzérmes finn tornász.
Az 1908. évi nyári olimpiai játékokon indult, és mint tornász versenyzett. Csapat összetettben bronzérmes lett.
Klubcsapata Ylioppilasvoimistelijat volt.